# باري لافي
باري لافي (بالإنجليزية: Barry Levy)‏ هو كاتب سيناريو أمريكي، ولد في 4 سبتمبر 1972 في نيوتن في الولايات المتحدة.

## وصلات خارجية
- باري لافي على موقع IMDb (الإنجليزية)
- باري لافي على موقع ألو سيني (الفرنسية)
- باري لافي على موقع أول موفي (الإنجليزية)
- باري لافي على موقع قاعدة بيانات الأفلام السويدية (السويدية)
- باري لافي على موقع قاعدة بيانات الفيلم (الإنجليزية)
- باري لافي على موقع كينوبويسك (الروسية)